# Datorspelsremake
En datorspelsremake är en ny version av ett tidigare datorspel i syftet att modernisera det för en nyare spelkonsol och ny publik. Spelet innehåller oftast samma spelupplägg som ursprungsspelet, och även en liknande handling. En datorspelsremake skiljer sig från en portering i och med att den ofta inte har så många likheter med originalspelets kod och i regel väldigt uppdaterad grafik i och med den nyare hårdvaran.
Exempel på datorspelsremaker:
- Doom 3 (av Doom)
- Metal Gear Solid: The Twin Snakes (av Metal Gear Solid)
- Metroid: Zero Mission (av Metroid)
- Pokémon FireRed och LeafGreen (av Pokémon Red och Blue)
- The Legend of Zelda: Ocarina of Time 3D (av The Legend of Zelda: Ocarina of Time)
- Goldeneye 007 från 2010 (av Goldeneye 007 från 1997)